# Gary Unmarried
Gary Unmarried ist eine US-amerikanische Sitcom von Ed Yeager, die von 2008 bis 2010 von den CBS Television Studios und den ABC Studios produziert wurde. Die Serie handelt von einem geschiedenen Paar, das sich das Sorgerecht für seine beiden Kinder teilt, während beide neue Bekanntschaften machen. Ed Yeager und Ric Swartzlander fungierten während der ersten Staffel als Executive Producers. Die Serie war während der Produktion unter dem Titel Project Gary bekannt.

## Handlung
Die Serie dreht sich um das Leben von Gary Brooks und beginnt drei Monate, nachdem er und seine Ex-Frau Allison Brooks geschieden worden sind. Gary kaufte eine Malerfirma und ein eigenes Haus. Jetzt verändert sich sein Leben, und er geht wieder zu Verabredungen.
Ihre Kinder, der vierzehnjährige Tom und die zwölfjährige Louise, pendeln nun zwischen beiden Elternteilen. Tom hat bereits eine Freundin und schon versucht Alkohol zu trinken. Louise spielt Cello, hängt Bilder von Gandhi, Al Gore und Che Guevara an die Wand und guckt C-SPAN. Allison denkt, dass Gary unverantwortlich gegenüber ihren Kindern handele, während Gary meint, Allison sei zu langweilig. 
In der Pilotfolge trifft sich Gary mit der jungen geschiedenen Mutter Vanessa Flood. Allison gibt währenddessen bekannt, dass sie mit ihrem ehemaligen Eheberater, Dr. Walter Krandall, ausgeht. Tom lädt zum ersten Mal eine Freundin zu sich ein. Vanessa beendet dann ihre kurze Beziehung mit Gary, wegen seiner Unfähigkeit, nicht immer nur über Allison zu reden.
Schließlich findet Gary heraus, dass er immer noch mit Alison verheiratet ist, und nutzt diese Informationen, um sie zu manipulieren. Als sie einen romantischen Moment zusammen haben, erzählt Gary ihr, dass sie nicht geschieden seien, und Allison wird wütend und geht. Auf der Hochzeit von Curtis und Charleen entschließt sich Gary, Allison zurückzuerobern. Die Serie endet damit, dass Gary zwischen der Entscheidung steht, ob er Allison oder Sasha auswählen soll.

## Produktion
Zuerst wurde nur die Branchen üblichen 13 Episoden bestellt. Am 14. November 2008 bestellte CBS dann sieben weitere Folgen.
Am 10. Mai 2009 wurde bekannt, dass die Executive Producers Yeager und Swartzlander die Serie wegen kreativen Differenzen verlassen werden. Am 19. Mai 2009 wurde die Serie um eine zweite Staffel verlängert. Am 18. Mai 2010 wurde die Serie abgesetzt.

## Besetzung und Synchronisation
| Rollenname          | Schauspieler       | Hauptrolle (Folge) | Synchronstimme    |
| ------------------- | ------------------ | ------------------ | ----------------- |
| Gary Brooks         | Jay Mohr           | 1x01–2x17          | Viktor Neumann    |
| Allison Brooks      | Paula Marshall     | 1x01–2x17          | Schaukje Könning  |
| Tom Brooks          | Ryan Malgarini     | 1x01–2x17          | Ivo Kortlang      |
| Louise Brooks       | Laura Marano       | 1x01               | Soraya Richter    |
| Louise Brooks       | Kathryn Newton     | 1x02–2x17          | Soraya Richter    |
| Curtis              | Keegan-Michael Key | 2x–2x17            |                   |
| Sasha               | Brooke D’Orsay     | 2x01–2x17          |                   |
| Mitch Brooks        | Rob Riggle         | 1x19–2x17          | Matthias Klages   |
| Vanessa Flood       | Jaime King         | 1x01–1x15          | Victoria Sturm    |
| Dr. Walter Krandall | Ed Begley, Jr.     | 1x01–1x20          | Stefan Staudinger |
| Dennis Lopez        | Al Madrigal        | 1x01–1x20          | Sascha Rotermund  |

### Gastdarsteller
- David Denman als Mitch / Ronnie
- Charles Henry Wyson als Parker Flood
- Kathleen Rose Perkins als Joan Plummer
- Martin Mull als Charlie
- Senyo Amoaku als Ira
- Joe Torre als er selbst

## Reichweite
Die erste Staffel wurde im Durchschnitt von 7,2 Millionen Menschen geschaut und landete damit auf Platz 74 der erfolgreichsten Serien in der Season. Die zweite Staffel wurde im Durchschnitt von 6,65 Millionen Menschen geschaut und landete damit auf Platz 72 der erfolgreichsten Serien der Season.

## Ausstrahlung

### Vereinigte Staaten
Die erste Staffel lief vom 24. September 2008 bis zum 20. Mai 2009 auf dem US-Sender CBS. Die Serie wurde mittwochs um 8.30 Uhr, hinter The New Adventures of Old Christine ausgestrahlt. Die zweite Staffel startete am 23. September 2009 um 8.30 Uhr. Das Staffelfinale wurde am 17. März 2010 ausgestrahlt.

### Deutschland
In Deutschland startete die Serie am 6. Oktober 2009 auf dem deutschen Comedy Central. Dort wurde die erste Staffel bis zum 21. Februar 2010 ausgestrahlt. Die zweite Staffel lief zwischen dem 11. Oktober und dem 8. November 2010 auf Comedy Central.

### Österreich
In Österreich wurde die erste Staffel zwischen dem 13. März und dem 28. August 2010 auf dem dortigen Sender ORF 1 gezeigt. Die zweite Staffel wird dort seit dem 21. Mai 2011 ausgestrahlt.

## Auszeichnungen
Gewonnen
- 2009: People’s Choice Awards – Beste Neue Comedy